# Telegrafo

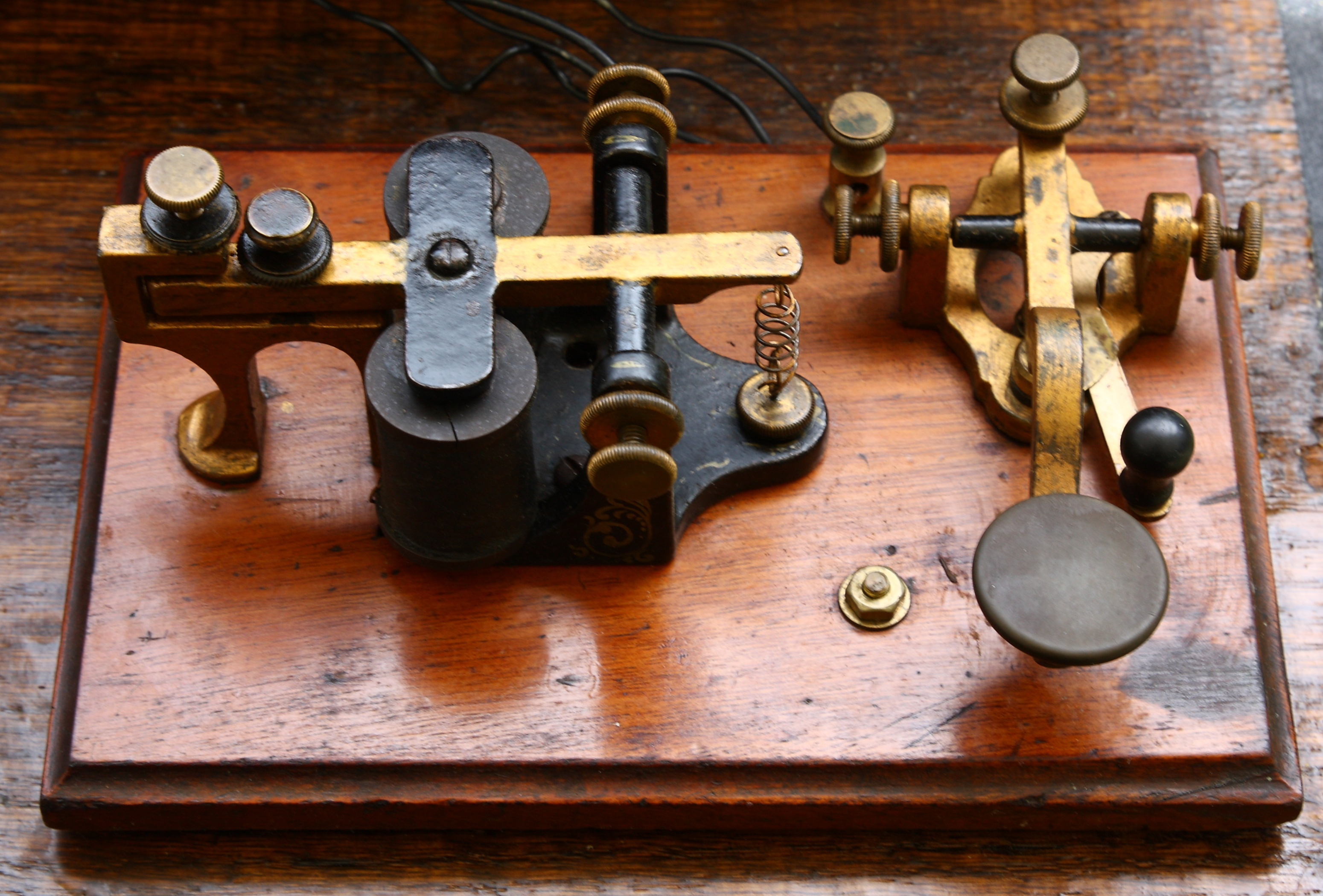
Telegrafo

Il telegrafo (dal greco antico τηλε-?, tēle-, "distante" e γραφή, graphḗ, "scrittura") è un sistema di comunicazione a distanza ideato per la trasmissione di dati (lettere, numeri e segni di punteggiatura) facendo uso di determinati codici. La comunicazione per mezzo del telegrafo è definita telegrafia.

## Storia

### Il telegrafo ottico Chappe

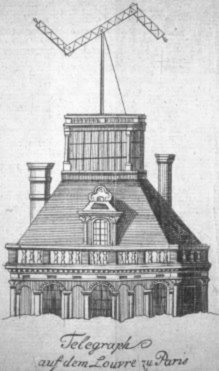
La stazione sul Louvre del telegrafo di Chappe.

Verso la fine del XVIII secolo Claude Chappe e il fratello Ignazio Chappe lavorarono allo sviluppo di un sistema telegrafico basato su una catena di segnalatori. Nel 1793 presentarono al pubblico il modello di telegrafo ad asta, provvisto di una torre su cui era installato un braccio rotante che portava alle estremità due bracci minori; al tutto si facevano assumere configurazioni standard di lettere, numeri e ordini di servizio. Da una postazione successiva, distante diversi chilometri, un addetto dotato di cannocchiale riceveva il messaggio e lo ripeteva alla stazione ancora successiva.
La prima linea operativa fu aperta nel 1794 tra Parigi e Lilla. Il sistema ebbe successo e nei decenni seguenti si sviluppò una rete di centinaia di segnalatori telegrafici, rete che collegava Parigi con le zone periferiche della Francia e oltre, seguendo l'espansione dell'impero napoleonico. Negli anni quaranta dell'Ottocento il sistema di telegrafia ottica francese aveva una rete di cinquemila chilometri, 534 stazioni e serviva ventinove città. Il servizio era un monopolio statale e non era aperto al pubblico, ma trasmetteva soltanto dispacci di stato. Un messaggio da Parigi a Lilla impiegava solo due minuti, tuttavia il sistema non funzionava di notte né con la foschia.
L'attrezzatura è citata nel romanzo Il conte di Montecristo di A. Dumas nel quale il Conte fa trasmettere una notizia falsa sapendo che sarebbe stata subito  consegnata al banchiere Danglars, del quale voleva vendicarsi. Napoleone Bonaparte, consapevole dell'importanza delle comunicazioni in campo militare, commissionò stazioni telegrafiche mobili da installare sui campi di battaglia.
Due anni dopo, lo scienziato tedesco Franz Karl Achard costruì un telegrafo ottico da campo che utilizzava un codice criptato, per risolvere l'ovvio problema della riservatezza dovuto al fatto che i bracci rotanti erano visibili non solo dal destinatario del messaggio ma da chiunque. Lo provò fra Spandau e Berlino, ma l'esercito prussiano non ne volle sapere.

### L'Ottocento e i primi esperimenti di telegrafia elettrica
Fino alla prima metà del secolo la corrispondenza era cartacea ed era recapitata dai servizi postali. Le missive viaggiavano su servizi di corriere, che avevano tratto beneficio dallo sviluppo della rete di strade postali nel Settecento. I tempi però erano lunghi: si parlava di giorni, settimane o, specie per la corrispondenza intercontinentale, mesi.
Negli Stati Uniti, in seguito alla scoperta dell'oro fatta nel 1848 in California, si sviluppò un sistema di corrieri specializzati nel collegamento tra le coste atlantica e pacifica: il Pony Express, istituito nel 1860.
La richiesta di comunicazione era elevata, così studiosi e inventori si cimentarono nell'impresa, con risultati vari.

Si possono ricordare tra gli altri i sistemi seguenti:
- telegrafo elettrochimico di Francisco Salvà i Campillo (1804),
- telegrafo ad aghi di André-Marie Ampère,
- telegrafo di William Fothergill Cooke e Charles Wheatstone,
- sistema a tastiera di David Edward Hughes[2],
- sistema a quadrante e manovelle di Louis Bréguet,
- sistema a quadrante e manovelle (poi a tasti) di Werner von Siemens,
- sistema di Polydore Lippens,
- sistema Meyer,
- telegrafo Baudot, "multiplex" che permette di trasmettere otto messaggi sullo stesso filo simultaneamente,
- telegrafo italiano ad aghi Bonderi,
- pantelegrafo dell'abate Giovanni Caselli, antenato dell'odierno telefax.

### Il telegrafo elettrico Morse
Nel 1837 arriva finalmente il successo per Samuel Morse, che inventa un sistema telegrafico elettrico che impiega un filo, e inventa un codice, il Codice Morse, che codifica le lettere dell'alfabeto in sequenze di impulsi di due diverse durate (punti e linee).

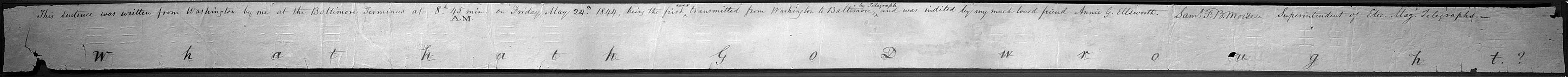
Immagine del primo messaggio inviato tramite telegrafo da Morse

Egli brevetta l'invenzione negli Stati Uniti e ottiene l'appoggio del governo. Il 24 maggio 1844 si ha la prima trasmissione tra Washington e Baltimora.

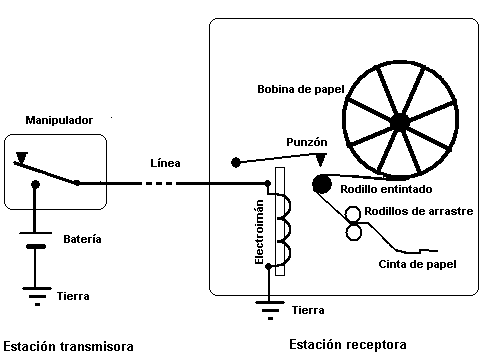

In breve il sistema si diffonde in tutti i continenti e forma una fitta rete. Con il tempo si hanno perfezionamenti, quali l'uso degli isolatori in vetro o in ceramica, il filo di rame (al posto del ferro) ed il sistema duplex, che consentirono di aumentare la lunghezza delle tratte e l'efficienza. Si forma anche una classe di operatori specializzati, alcuni dei quali arrivano a digitare il codice Morse a quasi 100 caratteri/minuto.
Gli uffici telegrafici intermedi (Relè), nodi della rete, instradavano i messaggi fino a destinazione. Il lavoro veniva svolto a mano: i messaggi ricevuti erano letti e consegnati all'impiegato che li ritrasmetteva sul tratto successivo. Ciò avveniva a causa dell'assenza di meccanismi automatici di instradamento e a causa delle basse tensioni utilizzabili. L'invenzione della dinamo risale infatti al 1869 e prima di allora si doveva ricorrere a batterie. Le batterie producono corrente continua la cui tensione, all'epoca, non poteva essere alzata per mitigare l'attenuazione del segnale. Il sistema venne successivamente ottimizzato con l'introduzione del nastro perforato e dei trasmettitori automatici.
Sulla rete telegrafica viaggiavano messaggi privati e le notizie ai giornali dei corrispondenti: in quel periodo nacquero le agenzie di stampa, prima fra tutte la Agence des feuilles politiques, correspondance générale (ben presto ribattezzata Agence Havas) a Parigi dal banchiere Charles-Louis Havas nel 1835, nel 1850 la Reuters e nel 1853 l'Agenzia Stefani.
In Italia, a un mese dalle prove del 30 giugno 1847, Carlo Matteucci introduce il primo telegrafo elettromagnetico a quadrante tra Pisa e Livorno e ad agosto del 1848 da Pisa percorre l'ultimo tratto della ferrovia Leopolda e completa la linea Livorno-Firenze. Seguono Lucca (15 giugno 1849), Poggibonsi e Siena (3 dicembre). Nel 1850 viene completata la linea Firenze-Prato-Pistoia-Pescia-Lucca.
A Trieste il 12 febbraio 1849 viene aperto il primo ufficio telegrafico nell'Italia governata dagli austriaci. È collegato con Vienna per mezzo di un filo riservato ai dispacci di Stato sulla linea Lubiana-Trieste (179 km).
A Trieste il 18 febbraio 1850 il servizio viene esteso alla corrispondenza privata ed è tra i più rapidi e rilevanti d'Europa.
Nel Lombardo-Veneto nel 1849 iniziano i lavori per introdurre il sistema telegrafico con la linea Innsbruck-Verona (che giungeva da Vienna) e da qui a Milano e a Venezia, inizialmente per uso militare, poi estesa all'uso civile dal 19 ottobre 1850. Il 31 dicembre 1851 a tale linea viene unita la linea Verona-Mantova-Modena-Reggio Emilia. Il 1º settembre 1852 essa viene unita alla rete toscana Firenze-Lucca-Pisa-Livorno (completata nel 1851) e Firenze-Siena.
Il 1º settembre 1851 viene inaugurata la prima linea del Regno delle Due Sicilie tra Caserta e Capua, estesa l'anno seguente sino a Gaeta.
Il 24 novembre 1851 viene inaugurata la linea Torino-Genova, e il 18 gennaio 1853 la linea Torino-Chambéry, la quale il 15 marzo sarà collegata alla rete francese che già unisce le linee francesi, inglesi, belghe, tedesche.
Nel 1853 viene inaugurata la prima linea telegrafica dello Stato Pontificio, che raggiunge presto anche città di media grandezza: ad esempio, a Forlì il primo ufficio telegrafico viene aperto nel 1857); sempre nel 1857 si inaugura la prima linea telegrafica in Sicilia.
Nel 1861 gli uffici telegrafici in Italia sono 355 per 16000 km di linee; nel 1871 1 237 uffici per 50000 km di linee.

### Il cavo sottomarino

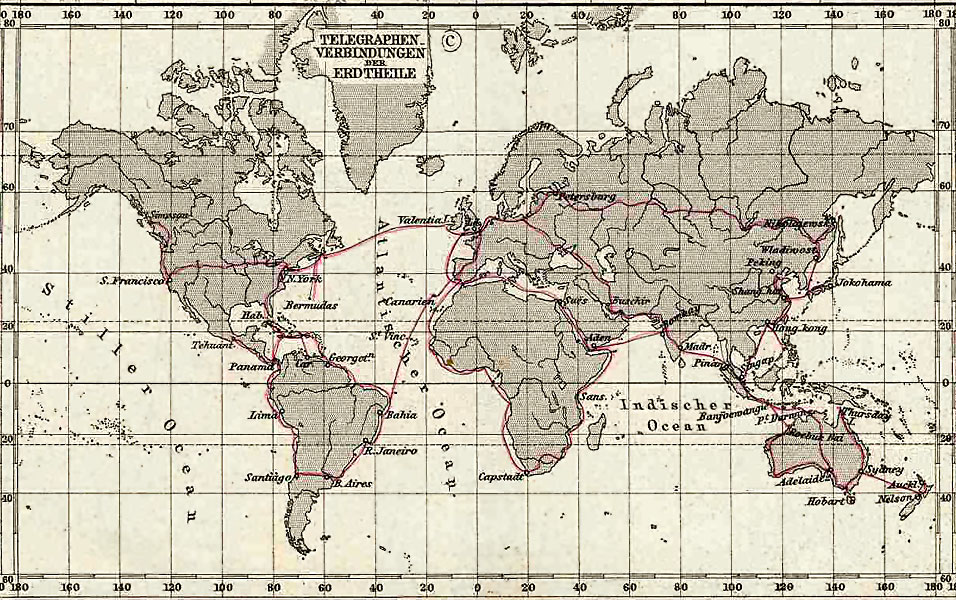
Carta dei collegamenti telegrafici intercontinentali

Le reti, pur estese, coprivano solo la terraferma: la comunicazione tra continenti avveniva via nave. I telegrammi giungevano all'ufficio postale del porto, venivano trascritti su carta, trasportati via mare e al porto telegrafati al destinatario. E il viaggio via mare durava settimane.
Il primo esperimento di posa di un cavo sottomarino venne effettuato nel 1845 dalla ditta S.W. Silver & Company nella baia di Portsmouth. Il cavo, lungo un miglio, era isolato con gomma naturale (guttaperca). Nel 1850, la ditta Submarine Telegraph Co posa il primo cavo sotto La Manica, da Dover a Calais. Rimase operativo solo tre giorni, perché fu tranciato per errore da un pescatore.
Negli anni seguenti si sviluppò una rete di cavi sottomarini tra le coste europee e mediterranee, sotto i canali, tra le isole e sotto alcuni grandi fiumi. Nel contempo migliorava la tecnologia dei conduttori e dei rivestimenti, nonché il know-how in tema di posa e riparazione. Furono allestite navi adibite al ripescaggio e riparazione dei cavi.
In Italia i primi cavi sottomarini furono quello in collaborazione fra Francia e Regno di Sardegna che collegava la Sardegna, la Corsica, La Spezia e l'Algeria (1854); e quello tra Reggio Calabria e Messina (1858).
I domini dell'Impero britannico furono connessi da una fitta rete, in particolare con la lunga tratta sottomarina Londra-Bombay via Porthcurno, Gibilterra, Malta e Suez. Il collegamento venne completato nel 1870 e due anni dopo venne costituita la Eastern Telegraph Company per gestirlo.
Mancava un tassello fondamentale: il collegamento tra Europa e Nord America via Oceano Atlantico. Questa opera fu un'epopea, un'impresa di estrema complessità tecnico-amministrativa. Si pensi al cavo, chilometri da fabbricare, trasportare, caricare sulle navi e calare in mare per settimane. Il costo fu sostenuto con emissioni di obbligazioni e con contributi pubblici.
Il primo tentativo si effettuò nel 1858 tra Irlanda e Terranova (Canada): 2 200 chilometri di cavo posati da due navi salpate una dall'Irlanda e una dal Canada e incontratesi nell'oceano. I lavori furono ostacolati da molte difficoltà e interrotti più volte. Trasmesso il primo messaggio tra la regina Vittoria d'Inghilterra e il presidente degli Stati Uniti James Buchanan, il cavo si guastò.
Il collegamento definitivo fu realizzato nel 1866 dalla ditta Atlantic Telegraph Co. Fu utilizzato il transatlantico Great Eastern, riadattato come nave posacavo, che partì dall'Isola di Valentia, sulla costa occidentale dell'Irlanda, direzione Canada. Nel primo tentativo il cavo si ruppe durante il viaggio, nel secondo la nave riuscì a raggiungere Heart's Content, costa della Terranova, ed a completare il collegamento: era il 27 luglio 1866. Il cavo era lungo 1 852 miglia nautiche. Europa ed America potevano comunicare in tempo reale.
Una volta entrata in esercizio, la stazione trasmetteva 3 000 messaggi/giorno, ad un costo medio di 5 dollari per parola; operò fino al 1965.
La telegrafia intercontinentale è ben diversa da quella ordinaria: il segnale risulta fortemente attenuato per la resistenza elettrica del cavo, secondo quanto previsto dalla legge di Ohm, e gli impulsi sono dilatati nel tempo e confusi a causa di induttanza e capacità del cavo. La trasmissione era molto lenta e la ricezione doveva essere effettuata con galvanometri molto sensibili. Diversi ingegneri operarono per migliorare la tecnica della telegrafia sottomarina. Uno fu Michael Pupin, che diede il nome alla tecnica della pupinizzazione.
Nonostante l'avvento della radio e dei satelliti, il cavo sottomarino è tutt'oggi ampiamente usato.

#### Cronologia delle installazioni dei cavi sottomarini[5]
| Località collegate                                 | Miglia | Fili | Data |
| -------------------------------------------------- | ------ | ---- | ---- |
| Dover e Calais                                     | 21     | 4    | 1851 |
| Dover e Ostenda                                    | 75     | 6    | 1852 |
| Holyhead e Howth                                   | 65     | 1    | 1852 |
| Inghilterra e Olanda                               | 115    | 3    | 1853 |
| Port Patrick e Donaghadee                          | 13     | 6    | 1853 |
| Italia e Corsica                                   | 65     | 6    | 1854 |
| Corsica e Sardegna                                 | 10     | 6    | 1854 |
| Danimarca, attraverso Great Belt                   | 5      | 3    | 1854 |
| Danimarca, attraverso Little Belt                  | 5      | 3    | 1854 |
| Attraverso il Mississippi, a Paducah               | 1      | 1    | 1854 |
| Danimarca, attraverso "The Sound"                  | 12     | 3    | 1855 |
| Firth of Forth (Scozia)                            | 4      | 4    | 1855 |
| Varna e Balaklava (Mar Nero)                       | 310    | 1    | 1855 |
| Balaklava e Eupatoria                              | 60     | 1    | 1855 |
| Attraverso il Danubio, a Shumla                    | 1      | 1    | 1855 |
| Attraverso il fiume S.Lorenzo nel Quebec           | -      | 1    | 1855 |
| Sull'isola di Wight, in Inghilterra                | 3      | 4    | 1855 |
| Attraverso il Golfo di St. Lawrence                | 74     | 1    | 1856 |
| Attraverso gli stretti di Northumberland           | 10,5   | 1    | 1856 |
| Attraverso il Bosforo, a Kandili                   | 1      | 1    | 1856 |
| Attraverso la baia di Kanso, in Nuova Scozia       | -      | 3    | 1856 |
| Da Pietroburgo a Kronstadt                         | 10     | 1    | 1856 |
| Alla foce del Danubio, presso l'isola dei Serpenti | 6      | 6    | 1857 |
| Stretto di Messina                                 | 5      | 1    | 1858 |
| Attraverso il fiume Hoogley                        | 2,5    | -    | 1858 |
| Canada e Bermuda                                   | -      | -    | 1890 |
| Attraversamenti minori                             | 20     | -    | -    |
| Totale                                             | 950    | 68   |      |

### La telegrafia senza fili
Vari scienziati e inventori lavorarono sull'uso delle onde elettromagnetiche per trasmettere messaggi e contribuirono a sviluppare l'invenzione della telegrafia senza fili, effettuando esperimenti simili negli stessi anni, come ad esempio Heinrich Hertz e Shida Rinzaburō nel 1886, Nikola Tesla nel 1893, Carl Ferdinand Braun, Thomas Edison, Aleksandr Popov, Augusto Righi e altri.
Nel giugno del 1896 Guglielmo Marconi per primo deposita il brevetto d'un sistema di telegrafia senza fili, mediante il quale nel dicembre del 1901 invia segnali attraverso l'Atlantico. Nasce la radio e nel 1907 vengono stabilite le prime comunicazioni transoceaniche affidabili.
Le prime radio non erano ancora in grado di trasmettere la voce, però erano idonee ad inviare segnali acceso/spento, quindi potevano usare il codice Morse. Nei primi sistemi radio era assente la sintonia, quindi i canali. Qualunque segnale veniva ricevuto da tutte le stazioni alla sua portata, con problemi di riservatezza e di volume di messaggi inviati. In compenso era evidente la possibilità di installare una stazione anche sulle navi, cosa che ha permesso al Titanic la trasmissione della richiesta di soccorso (il primo radio messaggio di soccorso lanciato nella storia), captata dal Carpathia - e dalle altre navi limitrofe - che così è potuta intervenire in soccorso. Questa tragedia ha reso evidente l'utilità del mezzo radiotelegrafico in mare. Il suo uso è stato disciplinato la prima volta nel 1914 dalla conferenza internazionale di Londra sulla sicurezza marittima.

### La telescrivente
La continua ricerca volta ad aumentare la velocità delle trasmissioni riducendo nel contempo i costi ha portato allo sviluppo, negli anni venti, della telescrivente. Si trattava di una macchina simile alla macchina per scrivere, su cui l'operatore componeva il testo da inviare. I caratteri digitati venivano automaticamente codificati secondo un codice a cinque bit, il codice Baudot. Il testo ricevuto veniva stampato su un foglio di carta. Negli anni trenta iniziò a svilupparsi una rete di telecomunicazione specifica per le telescriventi, in grado di commutare automaticamente le comunicazioni: la rete Telex, la cui evoluzione tecnologica oggigiorno è stata di fatto la realizzazione delle moderne reti dati qual è la Rete Internet.

### La telegrafia oggi
A causa dell'avvento del telefono e delle comunicazioni via Internet la telegrafia è diventata un'applicazione di secondo piano.
Dal 1º febbraio 1999 l'utilizzo in ambito marittimo non è più obbligatorio, sostituito dalla tecnologia digitale GMDSS.
La telegrafia Morse è però sostenuta con passione dai radioamatori, che la ritengono più efficiente del parlato nelle comunicazioni a lunga distanza, in quanto bastano ad essa trasmettitori di bassa potenza.
È sempre possibile inviare un telegramma dall'ufficio postale in cui il segnale non è più convertito da un operatore in codice Morse, ma è composto su tastiera ed inviato:
- fino al 2001, con il sistema Telex,
- dopo, con il servizio Teltex[13] di Poste Italiane.

Dal 21 giugno 2013 l'India ha abbandonato il telegramma. Ciononostante, molti paesi nel mondo continuano ad usare questa tecnologia.

## Tecnologia del telegrafo elettrico
Il circuito più semplice di telegrafo comprende un generatore di corrente (es. batteria), un pulsante in grado di chiudere il circuito quando premuto, un filo di trasmissione ed un elemento rivelatore del segnale, che può essere una lampadina oppure un campanello. Il filo di ritorno per chiudere il circuito è sostituito dalla terra, grazie a due picchetti infissi nel terreno alle due stazioni.

In pratica è possibile fare telegrafia con il citofono di casa, il cui circuito è pressoché identico.

### Il tasto manipolatore
Il tipo più semplice di tasto telegrafico è un pulsante che premuto collega la fonte di energia alla linea, inviando un impulso. In posizione di riposo la linea è automaticamente collegata all'apparecchio ricevitore.
Esistono anche tasti automatici dotati di due levette in grado di generare il punto e la linea con durata precisa.
I primi tasti telegrafici furono chiamati "tasti postali", introdotti appunto nelle trasmissioni telegrafiche postali, poi fu chiamato anche tasto del tipo Marconi, usato appunto da Guglielmo Marconi durante i suoi esperimenti della telegrafia senza fili, ma già Morse usava un piccolo tasto detto "verticale" per le sue prime trasmissioni in codice. Comunque il vero e principale tasto o manipolatore, come veniva definito dai tecnici installatori di quel tempo, fu il tasto verticale che era costituito da una base in legno pregiato mentre il vero e proprio tasto era in ottone lavorato, con un pomello di solito in legno nero, o di materiale molto resistente.

### Il trasmettitore automatico da nastro perforato
Nelle stazioni di smistamento venivano impiegati speciali trasmettitori automatici in cui era possibile inserire un nastro perforato con inciso il messaggio. Questo sistema offriva maggiore precisione e velocità dei segnali rispetto alla digitazione manuale nonché la possibilità di parallelizzare il lavoro per ottimizzare l'utilizzo delle linee maggiori. Con una speciale macchina simile a una macchina per scrivere, diversi impiegati preparavano i nastri, che poi erano accodati nel trasmettitore per essere inviati senza interruzione.

### La stampante
Un elettromagnete attira una piccola ancora metallica solidale con un pennino inchiostrato, il quale può toccare un nastro di carta fatto avanzare da un meccanismo a molla o elettrico. In questo modo si ottiene su carta la rappresentazione visiva delle linee e dei punti.

### Il rivelatore acustico
Il più semplice ricevitore di tipo acustico è costituito da un elettromagnete in grado di attirare una piccola ancora. Il semplice rumore prodotto (tlac-tlac) consentiva ad un orecchio allenato di decifrare il messaggio. Questo sistema era in genere preferito dagli operatori rispetto alla stampante, per cui fu perfezionato con l'aggiunta di cassa di risonanza in legno per aumentare il volume sonoro. In epoca moderna si utilizzano segnalatori acustici elettronici che emettono un suono acuto (ti-tii).

### Il rivelatore ottico
Il segnale in arrivo attraverso un cavo sottomarino era troppo attenuato per azionare un rivelatore sonoro o una stampante. Per questo particolare compito si utilizzava inizialmente un galvanometro ottico a torsione. In pratica uno specchietto solidale con un pezzo di ferro era sospeso ad un filo e collocato all'interno di un grosso solenoide. Il debole campo magnetico indotto dalla corrente del segnale era in grado di ruotare leggermente lo specchio. Dagli spostamenti di un raggio luminoso riflesso dallo specchio un operatore era in grado di decodificare il testo.

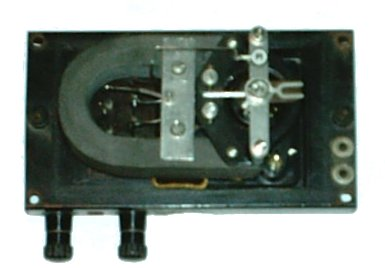
Relè ripetitore della metà del XX secolo

### I rigeneratori ed i ripetitori
Il problema dell'amplificazione dei segnali per la trasmissione a distanza fu affrontato con dei ripetitori, relè molto sensibili che a loro volta agivano da tasti trasmittenti per la tratta successiva. Apparecchi più complessi, i rigeneratori, potevano ricostruire un segnale deteriorato nella forma degli impulsi.

## Altri tipi di telegrafo
In Marina viene impiegato un telegrafo ottico costituito da un faro che può essere oscurato o meno agendo su una levetta. Con esso è possibile inviare segnali morse da una nave a un'altra per mezzo di impulsi luminosi.
Un altro sistema impiega due bandierine impugnate da un marinaio che, assumendo diverse posizioni, codifica lettere e segnali standard. Altri tipi di bandiere sono usate nel Codice Internazionale Nautico.
I telegrafi ottici anticiparono di qualche decennio i telegrafi elettromagnetici. Essi furono progettati nell'ultimo decennio del XVIII secolo in Francia, dal sacerdote Claude Chappe e in Svezia, dall'aristocratico Abraham Niclas Edelcrantz.
Nella primavera del 1793 furono costruite tre stazioni telegrafiche, la prima a Parigi, la seconda a Écouen, la terza a Saint-Martin-du-Tertre; l'apparecchio si basava su un sistema semaforico in grado di rappresentare centinaia di simboli grazie allo spostamento degli indicatori e del regolatore. Nel 1799 si contavano 150 stazioni in Francia, nel 1840 quasi tutti i Paesi europei disponevano di una o più linee telegrafiche. Per inviare il segnale da una stazione all'altra passavano 6 secondi, quindi per attraversare le 120 stazioni della tratta Parigi-Tolone occorrevano 12 minuti, anche perché gli operatori conservavano il segnale per 30 secondi.